# Ellychnia hatchi
Ellychnia hatchi är en skalbaggsart som beskrevs av Fender in Hatch 1962. Ellychnia hatchi ingår i släktet Ellychnia och familjen lysmaskar. Inga underarter finns listade i Catalogue of Life.